# Chocianów
Chocianów è un comune urbano-rurale polacco del distretto di Polkowice, nel voivodato della Bassa Slesia.
Ricopre una superficie di 230,27 km² e nel 2006 contava 12 765 abitanti.